# Stanislas de Boufflers

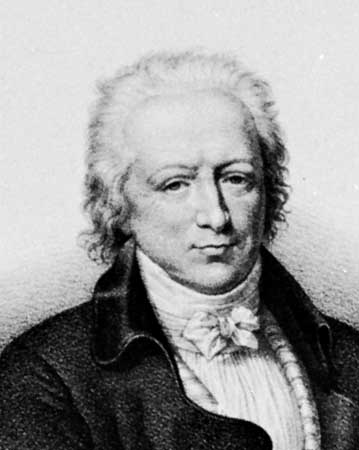
Stanislas de Boufflers

Stanislas Jean, Chevalier de Boufflers (* 31. Mai 1738 in Nancy; † 18. Januar 1815 in Paris) war ein französischer Schriftsteller, Offizier, Enzyklopädist und Verwaltungsbeamter lothringischer Herkunft.

## Leben
Der Chevalier de Boufflers wurde in Nancy als Sohn des François de Boufflers, Marquis d’Amestranges und der Marie Françoise Catherine de Beauvau-Craon, der späteren Favoritin des Herzogs Stanislas I. Leszczynski geboren. Er wuchs zunächst am Hof von Lunéville auf. Für den geistlichen Stand bestimmt, studierte er 1761 ein halbes Jahr am Seminar Saint Sulpice in Paris. In dieser Zeit verfasste er die Erzählung Aline, reine de Golconde, die ihm die Aufsehen erregende Gratifikation von 40.000 Livres von Stanislas I. Leszczynski einbrachte. Die Erzählung wurde von Sedaine zu einem Libretto bearbeitet.
Der Chevalier entschloss sich dann doch zu einer militärischen Karriere und trat in den Malteserorden ein. Er nahm ab 1762 an verschiedenen Kampagnen teil, die ihn wiederholt nach Deutschland brachten. Von 1767 bis 1777 war er Kommandeur des Régiment Esterházy houzards und wurde 1784 zum Maréchal de camp befördert. 1766 unternahm  de Boufflers eine Schweizreise, die ihn auch nach Ferney zu Voltaire führte. Er fertigte dort eine beachtete Radierung des Philosophen, der sich seinerseits mit dem Epitre XCVII A Monsieur le chevalier de Boufflers bedankte. Die an die Mutter gerichteten Briefe der Reise erschienen 1770 im Druck. 1785 nahm er zur Abzahlung von Schulden das Amt des Gouverneurs der französischen Kolonie Senegal ein. Er erwies sich als fähiger Verwaltungsbeamter und bekämpfte bis zu seiner Ablösung Ende 1787 engagiert den Sklavenhandel.
Zurückgekehrt nach Frankreich heiratete er 1788 die Literatin Françoise Eléonore Dejean de Manville, Comtesse de Sabran, mit der er seit 1778 im Briefwechsel stand. Im gleichen Jahr wurde er ständiges Mitglied der Académie Française. Zu Beginn der Französischen Revolution emigrierte er nach Preußen. Friedrich Wilhelm II. verlieh ihm Ländereien in Polen, die mit französischen Emigranten besiedelt werden sollten. Seit 1795 war er aufgrund einer Order des preußischen Königs Mitglied der Preußischen Akademie der Wissenschaften.
Nach Frankreich Anfang 1800 zurückgekehrt, wurde er Modeschriftsteller der Jeunesse dorée. Antoine de Rivarol fasste seine biographischen Stationen zusammen:, "Abbé libertin, militaire philosophe, diplomate chansonnier, émigré patriote, républicain courtisan". 1815 verstarb der Chevalier de Boufflers in Paris. Seinem Wunsch nach wurde er neben dem ihm befreundeten Dichter Jacques Delille bestattet.

## Werke
- Aline, reine de Golconde, Erzählung, (Paris?),1761
- Lettres à ma mère sur la Suisse (Paris?), 1770
- Traité sur le libre arbitre, Paris, 1808
- Correspondance inédite de la comtesse de Sabran et du chevalier de Boufflers 1778–1788, Plon, Paris, 1875
- Journal inédit du second séjour au Sénégal (2 Déc. 1786 – 25 Déc. 1787), Revue politique et littéraire, Paris, 1905

## Werkausgaben
- Œuvres mêlées de M. le chevalier de Boufflers, et de M. le marquis de Villette, (Cazin), Londres (Paris), 1782
- Oeuvres de [Stanislas de] Bouf[f]lers, Basel, 1803
- Contes du chevalier de Boufflers, Hrsg.: Octave Uzanne, Quantin, Paris, 1878.